# Кэрол Феррис
Кэрол Феррис (англ. Carol Ferris) — персонаж комиксов вселенной DC Comics, одна из супергероев, носивших псевдоним Звёздный Сапфир, член Корпуса Звёздных Сапфиров, а также давний любовный интерес Хэла Джордана, Зелёного Фонаря.

## История публикаций
Кэрол Феррис впервые появляется в Showcase #22 и была создана Джоном Брумом и Гилом Кейном. Её форма Звёздного Сапфира не появлялась до Green Lantern vol. 2 #16

## Биография
Семья Кэрол владеет компанией «Феррис Эйркрафт», где она часто выступает в роли исполнительного директора, а также работает пилотом. Её отец Карл Феррис рано ушёл в отставку, отправившись путешествовать по миру, оставив дочь в качестве директора компании. Феррис была влюблена в супергероя Зелёного Фонаря, не зная, что им был лётчик-испытатель «Феррис Эйркрафт» Хэл Джордан. Позже Феррис была выбрана королевой одной из внеземных бессмертных рас женщин-воинов, известных как замароны.
Благодаря владению звёздчатым сапфиром, который обладает мистической энергией, сходной с энергией колец силы, Кэрол стала известна как Звёздный Сапфир, но отказалась покинуть Землю из-за любви к Зелёному Фонарю. Нуждаясь в своей королеве, другие Звёздные Сапфиры загипнотизировали Кэрол и внушили, что Зелёный Фонарь — её враг. Когда она потерпела поражение от изумрудного гладиатора, жители Замарона посчитали её недостойной быть королевой и стёрли её воспоминания обо всём, что было связано со Звёздными Сапфирами, но оставили себе её кольцо, т. е. фактически её силу и полномочия.
После того, как Хэла считали погибшим, после того, как он освободился от Параллакса и попытался разжечь Солнце, чтобы спасти Землю, Кэрол вышла замуж за другого человека, пытаясь снова жить нормальной жизнью. Через некоторое время после того, как Хэл был воскрешён, Кэрол подала на развод, не сказав об этом Хэлу, который снова попытался завязать с ней отношения, но получал несколько раз отказ.

## Силы и способности
Кэрол — отличный пилот и руководитель.
Как Звёздный Сапфир она обладает способностью летать на сверхзвуковых скоростях, выживать в безвоздушном пространстве, сверхчеловеческой силой, выносливостью, скоростью, способностью с помощью звёздчатого сапфира управлять энергией, схожей с энергией колец Корпуса Зелёных Фонарей, а также фиолетовым кольцом силы, которое подпитывается от любви.

## Вне комиксов
- В качестве Звёздного Сапфира Кэрол появилась в мультсериалах «Лига Справедливости» и «Лига Справедливости: Без границ». Ни в одном эпизоде не упоминалось, что её имя Кэрол Феррис, но создатели подтвердили, что это действительно так[5].
- В анимационном фильме «Лига Справедливости: Новый барьер» Кэрол была озвучена актрисой и моделью Брук Шилдс. В фильме она не имеет сверхспособностей и не показана её связь со Звёздными Сапфирами. Она заводит роман с Хэлом Джорданом, когда тот становится лётчиком-испытателем в «Феррис Эйркрафт».
- В анимационном фильме «Лига Справедливости: Гибель» Кэрол в качестве Звёздного Сапфира входит в состав группы злодеев под предводительством Вандала Сэвиджа. Как и остальные её коллеги, она должна была одолеть Хела Джордана, сыграв на его слабости (а именно — сломить его волю). Однако Бэтмен помог Хэлу прийти в себя, и в финальном поединке Зелёный Фонарь одерживает верх над Кэрол, отнимая у неё Сапфир.
- В полнометражном анимационном фильме «Зелёный Фонарь: Первый полёт» Кэрол была работодателем Хэла Джордана.
- В кинофильме «Зелёный Фонарь» роль Кэрол Феррис сыграла актриса Блейк Лайвли. В фильме можно увидеть знак Звёздных Сапфиров на лётном шлеме Кэрол, а также её позывным является «Сапфир». Это может означает, что, в конечном счёте, Кэрол станет Звёздным Сапфиром. В фильме Кэрол — работодатель Хэла Джордана и его возлюбленная[6].
- В кинофильме «Человек из стали» появляется в заключительном эпизоде как помощница генерала Суонвика, в исполнении актрисы Кристины Рен.
- В мультсериале «Зелёный Фонарь» появилась как одна из Звёздных Сапфиров и возлюбленная Хэла Джордана.
- В мультсериале «DC девчонки-супергерои» появляется как Звёздный Сапфир и бывшая девушка Хэла Джордана.

## Критика
Кэрол Феррис заняла 36-е место в списке 100 самых сексуальных женщин в комиксах по версии журнала Comics Buyer's Guide.